# Paulo Bellinati
Paulo Bellinati (São Paulo, 22 september 1950) is een Braziliaanse gitarist en componist.

## Biografie
Bellinati kreeg als kind gitaarles bij zijn vader en studeerde vanaf 17-jarige leeftijd aan het Conservatório Dramático e Musical de São Paulo bij Isaías Sávio. Met een studiebeurs ging hij in 1975 naar Zwitserland, waar hij studeerde aan het conservatorium van Genève en daarna aan het conservatorium van Lausanne onderwees. Met een eigen band trad hij op bij Europese jazzfestivals als het Montreux Jazz Festival, het Ozone Jazz in Neuchâtel en het Festival du Bois de La Batîe in Genève.
Tijdens de jaren 1980 werkte hij in Europa, Azië en Amerika met muzikanten als Steve Swallow, de Braziliaanse zangeres Mônica Salmaso, de Braziliaanse fluitist Antonio Carrasqueira, met Renaud Garcia-Fons, Jean-Louis Matinier, Lucilla Galeazzi, Antonio Placer, Carla Bley, Gal Costa, Leila Pinheiro, João Bosco, César Camargo Mariano, Edu Lobo, Chico Buarque en de band Pau Brasil, waarmee hij vijf albums opnam. In 1994 kreeg hij de Prêmio Sharp als arrangeur van Gal Costas album O Sorriso do Gato de Alice. Als arrangeur werkte hij ook voor Edu Lobo, Leila Pinheiro en Vânia Bastos.
Bellinati componeerde werken voor sologitaar, voor gitaarduo, -trio en –kwartet en voor gitaar en zang, die hij deels zelf opnam op zijn albums en die door muzikanten als John Williams, Los Angeles Guitar Quartet, Costas Cotsiolis, het gitaarkwartet Quaternaglia, Badi Assad, Cristina Azuma, Shinichi Fukuda en Carlos Barbosa Lima werden opgenomen. In 1988 kreeg hij tijdens het achtste Carrefour Mondial de la Guitare in Martinique de eerste prijs voor compositie met het solonummer Jongo.
Buitengewone verdiensten verwierf Bellinati voor het werk van de componist en gitarist Garoto (Aníbal Augusto Sardinha), dat hij herschreef en opnam op het dubbelalbum The Guitar Works of Garoto.

## Discografie
- 1983: Pau Brasil
- 1986: Pau Brasil: Pindorama
- 1987: Pau Brasil: Cenas Brasileiras
- 1988: Pau Brasil: Dança da Meia-Lua
- 1989 30 Anos da Nossa Bossa met Marinho Boffa, Idriss Boudrioua, Paulo Braga
- 1990: Pau Brasil: Lá vem a tribo
- 1991: Pau Brasil: Metropolis Tropical
- 1991: Guitares du Brésil
- 1991: The Guitar Works of Garoto
- 1993: Serenata
- 1997: Afro-Sambas, composities van Baden Powell en Vinícius de Moraes, met Mônica Salmaso
- 1997: Lira Brasileira
- 2004: New Choros of Brazil met Harvey Wainapel

## Composities
- 1976: Escaldado voor melodieinstrument en gitaar
- 1977: Baião de Gude voor sopraansaxofoon en instrumentaal ensemble
- 1978: Jongo
- 1978: Modinha voor contrabas en gitaar, opgedragen aan Pavel Pesta
- 1981: Suite contatos
- 1985: Suite Contatos
- 1989: A Furiosa, Maxixe voor vier gitaren
- 1989: Cabra-Cega voor Viola Caipira
- 1989: Lenço-Atrás voor Viola Caipira
- 1989: Lun-duo, Lundu voor twee gitaren
- 1989: Pulo do Gato, concertstuk voor sologitaar
- 1989: Um Amor de Valsa
- 1989: Valsa Brilhante, concertstuk voor sologitaar
- 1990: Queimada voor Viola Caipira
- 1992: Choro Sapeca voor sologitaar
- 1992: Mão-na-Mula voor Viola Caipira
- 1993: Aristocrática, Schots
- 1993: Choro Sereno voor sologitaar, opgedragen aan Francisco Gusso
- 1993: Fole Nordestino, Baião, opgedragen aan Luiz Gonzaga
- 1994: Esconde-Esconde voor Viola Caipira
- 1995: Alvoroço, Maxixe voor sologitaar
- 1995: Cordão de Ouro, Lundu, opgedragen aan Baden Powell de Aquino
- 1996: Dama-da-Noite, Modinha
- 1996: Embaixador, Maracatu, opgedragen aan Antonio Madureira
- 1996: Emboscada, Xaxado, opgedragen aan Lelo Nazário
- 1996: Primorosa, Valsa Braileira, opgedragen aan Garoto
- 1996: Rosto Colado, Bolero, opgedragen aan Guinga
- 1996: Sai do Chão, Frevo, opgedragen aan Edgard Poças
- 1996: Seresteiro Paulistano, Serestra, opgedragen aan Nelson Ayres
- 1996: Tom e Prelúdio, opgedragen aan Antônio Carlos Brasileiro de Almeida Jobim
- 1997: Estudos Litorâneos
- 2000: Dezenove voor sologitaar
- 2004: Maracatu da Pipa voor drie gitaren

- Bibliothèque nationale de France: cb14154519p (data)
- Gemeinsame Normdatei: 134764714
- International Standard Name Identifier: 0000 0000 8160 6549
- Library of Congress Control Number: n94060297
- MusicBrainz: 106cdcd2-7be3-4cf5-93f0-ca7b2b7562e5
- Nationale Bibliotheek van Tsjechië: mzk2007386113
- Nederlandse Thesaurus van Auteursnamen: 109732111
- Système universitaire de documentation: 168263238
- Trove: 1507133
- Virtual International Authority File: 3062149296192580670009